# Sima számok
A számelmélet területén a sima számok (smooth or friable numbers) vagy n-sima számok olyan egész számok, melyek prímtényezői mind egy megadott számnál (n-nél) kisebb prímszámok. A kifejezést valószínűleg Leonard Adleman alkotta meg. A sima számok különösen fontosak a kriptográfia faktorizációval kapcsolatos alkalmazásaiban. A 2-sima számok egyszerűen kettő hatványai.

## Meghatározás
Egy pozitív egész szám B-sima, ha egyetlen prímtényezője sem nagyobb B-nél. Például az 1620 prímtényezős felbontása 22 · 34 · 5; ezért 1620 5-sima, mivel egyetlen prímtényezője sem nagyobb 5-nél. A definíció megengedi, hogy a sima számból egyes kisebb prímtényezők hiányozzanak; például a 10 és a 12 is 5-sima szám, pedig hiányzik belőlük a 3, illetve az 5 mint prímtényező. Az 5-sima számokat reguláris számoknak vagy Hamming-számoknak is hívják; a 7-sima számokat szerény számoknak is hívják, néha pedig erősen összetettnek, bár ez ütközik az erősen összetett számok általánosan elfogadott definíciójával.
Vegyük észre, hogy B nem feltétlenül prím. Ha egy szám legnagyobb prímtényezője p, akkor a szám B-sima bármely B ≥ p esetben. Általában a megadott B prímszám, de összetett szám is lehet. Egy szám akkor és csak akkor B-sima, ha p-sima, ahol p a B-nél nem nagyobb prímszámok közül a legnagyobb.

## Alkalmazásai
A sima számok fontos gyakorlati alkalmazást nyernek a különböző gyors Fourier-transzformációs (FFT) algoritmusokban, mint amilyen a Cooley–Tukey-algoritmus, ami egy n nagyságú problémát rekurzívan a prímtényezőinak megfelelő méretű problémákra bont fel. B-sima számok használatával be lehet biztosítani, hogy a rekurzív algoritmus kis prímekre bontja fel a számot, amikre már léteznek hatékony algoritmusok. (A nagy prímszámok kevésbé hatékony algoritmusokat igényelnek, mint amilyen a Bluestein-algoritmus.)
Az 5-sima vagy szabályos számok különleges szerepet játszanak a babiloni matematikában. Fontosak továbbá a zeneelméletben. az ilyen számok hatékony előállítása pedig gyakori tesztfeladat a funkcionális programozásban.
A sima számoknak van néhány alkalmazásuk a kriptográfia területén is. Bár ezek főleg a kriptoanalízist szolgálják (pl. a leggyorsabb ismert faktorizációs algoritmusok), a VSH (very smooth hash) függvény a simaság konstruktív használatára példa, melynek segítségével bizonyíthatóan biztonságos hash függvényt terveztek.

## Eloszlásuk
Jelölje {\displaystyle \Psi (x,y)} az x-nél nem nagyobb y-sima egészek számát (De Bruijn-függvény).
Ha a B simasági korlát kicsi és állandó, akkor létezik jó becslés {\displaystyle \Psi (x,B)}-re:
{\displaystyle \Psi (x,B)\sim {\frac {1}{\pi (B)!}}\prod _{p\leq B}{\frac {\log x}{\log p}}}
ahol {\displaystyle \pi (B)} a {\displaystyle B}-nél nem nagyobb prímek számát jelöli.
Máskülönben, vezessük be az u paramétert, ahol u = log x / log y: tehát, x = yu. Ekkor,
{\displaystyle \Psi (x,y)=x\cdot \rho (u)+O\left({\frac {x}{\log y}}\right)}
ahol {\displaystyle \rho (u)} a Dickman-függvény.

## Hatványsima számok
Továbbá, az m szám B-hatványsima (B-powersmooth), ha minden m-et osztó {\displaystyle p^{\nu }} prímhatványára igaz, hogy:
{\displaystyle p^{\nu }\leq B}.
Például a 720 (= 24 · 32 · 51) 5-sima, de nem 5-hatványsima (mert több prímhatvány-osztó is nagyobb 5-nél, például {\displaystyle 3^{2}=9\nleq 5} vagy {\displaystyle 2^{3}>5}). Elmondható viszont, hogy 16-hatványsima, mivel 720 legnagyobb prímhatványosztója 24 = 16. Természetesen szintén 17-hatványsima, 18-hatványsima, stb.
A B-sima és B-hatványsima számok számelméleti jelentősége például a Pollard-féle p − 1 algoritmusban van. Az ilyen jellegű alkalmazások gyakran „sima számokkal” működnek B specifikálása nélkül; ez úgy értendő, hogy a számok B-hatványsimák valamely nem meghatározott kicsi B számra; ahogy B növekszik, az algoritmus vagy módszer hatékonysága gyors ütemben csökken. Például a diszkrét logaritmus számítására használt Pohlig–Hellman-algoritmus futási ideje B-sima rendű csoportokra O(B1/2).